# جيم هال
جيم هال (بالإنجليزية: Jim Hall)‏ (1 يناير 1914 بإنجلترا في المملكة المتحدة - ) هو لاعب كرة قدم بريطاني في مركز نصف الجناح. لعب مع نادي بلاكبول.